# Biblioteca Profesor Guillermo Obiols
La Biblioteca Profesor Guillermo Obiols, también conocida como BIBHUMA, pertenece a la Facultad de Humanidades y Ciencias de la Educación de la Universidad Nacional de La Plata. Cubre las áreas de humanidades y ciencias sociales, abarca todas las especialidades de las carreras que se dictan en esta unidad académica de la UNLP. Debe su nombre al filósofo argentino Guillermo A. Obiols.
Se ocupa de la organización del Archivo y Museo de la FaHCE. También gestiona Memoria Académica, el repositorio institucional de la facultad.

## Historia
Entre fines de 2013 y principios de 2014 tuvo lugar el traslado al predio donde funciona en la actualidad. La mudanza contó con la participación de estudiantes, docentes, autoridades y miembros de la comunidad que trabajaron como voluntarios.

## Colecciones[3]
Cuenta con más de 110.000 volúmenes de libros y 3.400 títulos de publicaciones periódicas especializadas en humanidades y ciencias sociales.
El fondo documental se fue formando a partir de donaciones. Se destacan: Pascual Guaglianone (temas humanísticos), Ángel Licitra (literatura clásica e italiana), Destéfano (artes), Bacigalupo (literatura francesa), Biblioteca Ayacucho (pensamiento latinoamericano), Joaquín Pérez (historia argentina y americana), Rosenvasser (historia egipcia), Schlesinger (estudios clásicos), Monner Sans (literatura), Balmori (filología) Patrología (recolección de escritos de la Edad Media), y más recientemente las bibliotecas personales de los profesores Carlos Mayo (historia) y Susana Zanetti (literatura). Incluye cartas personales de personajes históricos como José Martí o Rainer Maria Rilke.

## Repositorio Institucional
El repositorio institucional Memoria Académica, actualmente reúne más de 18.000 documentos electrónicos, entre planes de estudio, programas de cursos de grado y posgrado, tesis de grado y posgrado, libros, artículos de revistas propias, trabajos presentados en eventos (congresos, reuniones científicas), proyectos de investigación y extensión, normativas y convenios.
En 2014 se implementó el repositorio de fuentes de interés para la investigación ARCAS, con colecciones de manuscritos de escritores (Manuel Puig), objetos de arte (Edgardo AntonioVigo) y un corpus lingüístico de entrevistas a migrantes (CorDeMIA).